# Трофимова, Валентина Александровна
Валентина Александровна Трофимова (1928—1997) — советский передовик производства в сельском хозяйстве. Герой Социалистического Труда (1951).

## Биография
Родилась 9 июня 1928 года в деревне Черемховицы (ныне — Костромского района Костромской области).
С 1942 года в годы Великой Отечественной войны семья Скобелевых переехала в Караваево, и в четырнадцать лет В. А. Трофимова поступила работать в местный племенной совхоз, работала — в полеводческой бригаде, скотником, дояркой на самостоятельную группу племенных коров костромской породы.
В 1948 году по итогам года В. А. Скобелева получила от 8 коров по 5238 килограммов молока или 186 кг молочного жира в среднем от коровы за год.
12 июня 1949 года Указом Президиума Верховного Совета СССР «за отличие в труде» В. А. Скобелева была награждена Орденом Ленина.
3 декабря 1951 года Указом Президиума Верховного Совета СССР «за получение высокой продуктивности животноводства в 1950 году от 8 коров по 6895 килограммов молока с содержанием 245 кг молочного жира в среднем от коровы за год» Валентина Александровна Трофимова была удостоена звания Героя Социалистического Труда с вручением Ордена Ленина и золотой медали «Серп и Молот».
В 1956 году В. А. Трофимову поставили руководить отсталой молочно-товарной фермой, надои на одну корову в которой не превышали полутора тысяч килограмм молока за год. Во время руководства В. А. Трофимовой ферма изменилась до неузнаваемости и надои по стаду составили 4800 килограммов в среднем от каждой коровы за год.
Скончалась 3 января 1997 года и была похоронена на сельском кладбище Поддубное близ села Караваево.

## Награды
- Медаль «Серп и Молот» (3.12.1951)
- Орден Ленина (3.12.1951)
- Орден Трудового Красного Знамени (12.07.1949)
- Медаль «За доблестный труд в Великой Отечественной войне 1941—1945 гг.»